# Manihot quinquefolia
Manihot quinquefolia là một loài thực vật có hoa trong họ Đại kích. Loài này được Pohl mô tả khoa học đầu tiên năm 1827.